# Оттон IV (пфальцграф Бургундии)
Оттон IV (фр. Othon de Chalon; до 1248 — 17/26 марта 1303, Мелён) — пфальцграф Бургундии с 1279 года. Сын Гуго де Шалона, пфальцграфа Бургундии, и Алисы, пфальцграфини Бургундии, дочери Оттона II Меранского, пфальцграфа Бургундии и герцога Меранского.

## Биография
Его отец, Гуго, умер ещё в конце 1266 года. Регентом графства Бургундия при малолетнем Оттоне IV стал дед, Жан I Мудрый, но вскоре умер. Графство Бургундия до 1279 года находилось под управлением матери Оттона, Алисы Меранской, вышедшей в 1268 году вторично замуж — за Филиппа Савойского.
После смерти Алисы Меранской в 1279 году графство Бургундия перешло под управление Оттона IV. Начало его правления прошло в соперничестве с дядей, Жаном де Шалон-Арлей. Оттон был сторонником короля Франции, а Жан — Священной Римской империи, правителем которой в это время стал Рудольф I Габсбург. В 1289 году император воспользовался конфликтом между графом Базеля и графом Монбельяра Рено (братом Оттона IV), решив подчинить графство своему влиянию. Поддерживаемая Жаном де Шалон-Арлей, двадцатитысячная армия Рудольфа вторглась в графство, захватив Монбельяр и осадив Безансон, где укрылись Оттон и Рено. Город Рудольфу захватить так и не удалось, но он опустошил окрестности города. В результате Оттон был вынужден подчиниться императору. Безансон при этом получил особый статус и свободу управления, при этом он был выведен из подчинения архиепископа. Жан де Шалон-Арлей, благодаря поддержке императора, стал в 1293 году мэром Безансона, а в следующем году стал виконтом Безансона.
В поисках защиты от притязаний Рудольфа, Оттон IV в 1291 году женился вторым браком на Маго, дочери Роберта II, графа Артуа. Благодаря этому он сблизился с французским королевским двором. Позже, 2 марта 1295 года в Венсене, он подписал тайный договор с королём Франции Филиппом IV, по которому обязался выдать старшую дочь, Жанну, за второго сына короля — Филиппа, в качестве приданого он обязался передать графства Бургундия. Мужское потомство Маго и её мужа лишалось возможности наследовать Бургундию. В качестве компенсации, французское правительство подтвердило права Маго на графство Артуа, которое она в 1302 году унаследовала после смерти своего отца.
После подписания договора с королём Франции Оттон перебрался в Париж, где и жил при королевском дворе. Он умер в марте 1303 года в Мелёне от ран, полученных 5 декабря 1302 года в битве около города Кассель, где французская армия разбила фламандскую армию под командованием Вильгельма Юлихского. Его тело было первоначально захоронено в аббатстве Лис около Мелёна, а 5 марта 1309 года перезахоронено в аббатстве Шерльё.

## Брак и дети
1-я жена: с 1263 Филиппа де Бар (ум. после июня 1283), дочь Тибо II, графа де Бар, и Жанны де Туси. Дети:
- Алиса (ум. после 31 января 1285)

2-я жена: с 1 мая 1285 Матильда (Маго) д’Артуа (ок. 1268 — 27 октября 1329), графиня Артуа с 1302, дочь Роберта II, графа Артуа, и Амиции де Куртене, сеньоры де Конш, Дети:
- Жанна (ок. 1288 — 21 января 1330), пфальцграфиня Бургундии с 1310, графиня Артуа с 1329; муж: с января 1307 Филипп V Длинный (ок. 1292/1293 — 3 января 1322), пфальцграф Бургундии с 1310, граф Пуатье с 1311, король Франции и Наварры с 1316
- Бланка (1296 — апрель 1326); муж: с до апреля 1308 (развод 7 сентября 1322) Карл IV Красивый (18 июня 1294 — 1 февраля 1328), граф де Ла Марш с 1314, король Франции и Наварры с 1322
- Роберт Молодой (1300—1315), титулярный пфальцграф Бургундии с 1303.